# Mulciber strandi
Mulciber strandi är en skalbaggsart som beskrevs av Stefan von Breuning 1939. Mulciber strandi ingår i släktet Mulciber och familjen långhorningar.
Artens utbredningsområde är Sri Lanka. Inga underarter finns listade i Catalogue of Life.